# Intervallzähler
Der Intervallzähler ist ein Messgerät bei der Laufzeitmessung durch elektromagnetische Wellen. Taktgeber ist ein hochpräziser Oszillator oder Schwingkreis, der – je nach Anwendungsbereich – mit einer absoluten Grenzabweichung bis 10−9 Sekunden oder einer relativen Grenzabweichung bis 10−14 arbeitet.
Die früher gebräuchlichen Quarz-Oszillatoren wurden seit etwa 2 Jahrzehnten durch atomare oder molekulare Schwingvorgänge ersetzt.

## Beispiele
Zur zulässigen Messabweichung zwei Beispiele:
- In 1·10−6 s (1 µs oder eine Millionstelsekunde) legt das Licht oder eine Mikrowelle 300 Meter zurück. Um mit einem GPS-Empfänger oder GPS-gestützten Navigationsinstrumenten eine genaue Ortung besser als 1 m zu erhalten, muss daher der Intervallzähler mit einer Auflösung unter 3·10−9 s arbeiten, also im Bereich der Nanosekunden (ns).
- Im GPS-Satellitensystem wird derzeit eine Verminderung der Abweichung auf 10−15 angestrebt. Ein solcher Oszillator würde in einem Jahrhundert erst eine Abweichung von 0,000 0003 Sekunden (0,3 µs) aufweisen.

In der mittleren Genauigkeitsklasse bietet die Elektronikindustrie seit über 10 Jahren verschiedene „(Time) Interval counter“ und „Frequency counter“ an, z. B. für Labore oder den Eigenbau von Messgeräten. Zu den bekannteren Geräten zählen:
- der Universal Time Interval Counter „HP 5370B“ (Zeitmessung single shot auf 20 ps (0,02 ns), Frequenz 11-stellig bis 100 MHz bis 1 s, 0,1–0,01 ns)
- sowie der Universal Time Interval Counter „SR620“ (Stanford Research Systems) mit einer Grenzabweichung im Bereich einiger hundertstel Nanosekunden.

Bei weniger hohen Anforderungen kann mit Prozessorzyklen des PCs gearbeitet werden, die kurz aufeinander folgende Ereignispunkte mit Abweichungen bis etwa Mikrosekunden messen können. Für genauere Zeitmessungen mittels Computer sind für den Bereich ab 100 Femtosekunden aufwärts Time-to-Digital-Converter (TDC) verfügbar.
In anderem Zusammenhang der Messtechnik wird der Begriff Intervallzähler bei Sport-Stoppuhren verwendet (beispielsweise dem Sporttimer Pro), wo er ein Mitzählen von Einzelstoppungen bedeutet. Zwei unabhängig voneinander laufende Timer wechseln sich mittels Impuls oder Tastendruck ab, und jedes Mal wird der vorher eingestellte Intervallzähler um 1 verringert und gibt ein Signal (siehe Rundenzeit). Auch manche Stromzähler arbeiten mit Zählpunkten auf Intervallbasis.